# 山田延男
山田 延男（やまだ のぶお、1896年〈明治29年〉6月4日 - 1927年〈昭和2年〉11月1日）は、日本の科学者。フランスのラジウム研究所（後のキュリー研究所）で物理学者であるマリ・キュリーに師事し、その長女の物理学者イレーヌ・ジョリオ＝キュリーらと共に放射能の研究に貢献。研究に伴う放射線障害により死去した。ラジウム研究所に留学した最初の日本人であり、放射線化学研究の犠牲となって死去した最初の日本人とされる。
戦前の日本は放射能研究の範囲が狭かったため、日本国内ではマリ・キュリーの偉業とは対照的に、山田の留学や死についてほとんど知られていなかった。山田に関する資料の大部分が関東大震災や東京大空襲で焼失したことも、その一因である。後に山田の息子の山田光男（日本薬史学会）が、1990年代以降に父の個人史解明に本格的に取組んだことで、下記のような詳細な生涯が明らかとなった。

## 経歴
1896年（明治29年）、兵庫県神戸市に生まれた（本籍地は岐阜県岐阜市木田）。父親の仕事の都合で小学校から旧制中学校までを台湾で過ごし、学校での成績は常に首席であった。後に日本本土に移り、1916年に東京高等工業学校（後の東京工業大学）応用化学科を卒業後、東北大学理学部に入学して化学を専攻。大学でも抜群の成績をおさめた。
大学卒業後は同大学の講師としての勤務を経て、東京帝国大学（後の東京大学）航空研究所（後の宇宙航空研究開発機構）に助教授として赴任。東京大学出身でない者としては異例の出世であった。当時、同研究所は軍事に役立つ研究が推進されており、大戦におけるドイツの飛行船の利用が注目されていたため、山田は飛行船の燃料であるヘリウムの研究にあたった。しかし1923年（大正12年）の関東大震災により、研究所は壊滅した。
同1923年、山田は27歳にして日本国政府により、フランスへ派遣された。フランスでの山田は、ラジウム研究所でマリ・キュリーに師事。同研究所で実験助手であったマリの長女イレーヌの共同研究者となり、トリウムとポロニウムから放出される放射線の飛程の研究などを行い、単独論文をいくつかと、イレーヌとの共同論文を書き上げた。その研究ぶりはマリやイレーヌらから、高い評価を受けた（後述）。
1926年に日本へ帰国した。その途中に東大より、アメリカにおけるヘリウム採取方法を視察するよう指令を受けるが、体調を害したためにそのまま帰国した。フランスで吸収した最新技術による日本国内での活躍が期待されていたが、2年半の間の放射線研究による放射線障害（後述）に体を侵されていた山田は、帰国時点ですでに健康を損なっており、帰国直後に入院した。診断結果は脳腫瘍であったが、当時の医学では詳細は不明であった。後には療養中の身でありながらもフランス滞在中の研究報告を提出したことで、東京帝国大学の理学博士号を異例の若さで授与された。
その後も復帰を目指して必死に闘病生活を送ったが、その甲斐もなく翌1927年（昭和2年）に再入院。四肢の自由、聴力や視力も減退した末に、31歳で死去した。死の前月には東京帝国大学の教授に任命され、従六位を授けられている。葬儀では当時の東大総長である農芸化学者の古在由直が弔辞を読んだ。

## 放射線障害
山田の研究対象のうち、ポロニウムは非常に放射能の強力な元素であり、体内に入ると生物学的影響が非常に大きく、数百ナノグラムの摂取で死亡する可能性があり、トリウムもまたラジウムよりもずっと強力な放射能を放つ元素である。しかし当時の放射線防護の知識と技術はまだ不十分だったため、研究中の山田は放射能に対する防御策をほとんど行なっておらず、研究を行っていた部屋には換気装置や防御スクリーンすら備え付けられていなかった。ラジウム研究所での研究中の写真が1枚だけ残されているが、後にこれを見た専門家たちが皆「こんな軽装では、どれほどの放射線を浴びたことか」と漏らすほどの無防備状態での研究であった。
帰国時点で山田はすでに、家族が驚くほど痩せており、入退院を繰り返すうちに、眉毛が薄くなり、皮膚がボロボロと剥げ、両目が失明に近くなり、耳も聞こえにくくなり、付き添いなしでは歩けないほどの病状となっていた。当時は放射能発見から間もなかったため、放射線障害についての医学認識も低く、同様の症例が少ないこともあって、医師の診断でも病気の原因は不明であり、親族たちからは「奇病」としてあつかわれた。山田の恩師である物理化学者の片山正夫もまた、「山田はフランスで勉強し過ぎたとの印象をもっていた」と聞かされていた。しかしながら山田自身は自分の病気と放射能との関係を疑っており、イレーヌに対し、放射線による中毒患者の症例がフランスにあれば教えてほしいとの手紙を書いている。これに対するイレーヌからの返信は、焼失したものと見られている。息子の光男も、父の死の当時は3歳の若さだったために父の記憶がほとんどなく、母の浪江も後に再婚したために再婚先への配慮から山田のことをほとんど話さなかったこともあり、光男は父の死因を奇病と周囲から伝えられていた。
山田の死去から数十年が経って放射線医学総合研究所が設立された後、ラジウム研究所での山田の研究の様子や、帰国後の山田の症状から、山田は典型的な放射線障害と分析されるようになった。学術報告においては、山田の死去から30年以上後の1959年、放射能研究者である飯盛里安が自著にて、山田が実験中に強い放射線を浴び続けたことによる悪性脳症で死去したと述べており、これは日本の学術報告に現れた放射線障害の最初の公式報告と考えられている。その後の1994年、理学博士・古川路明が自著にて、放射能障害の危険性の理解が十分でなかった時代に犠牲となった者として、山田の名を挙げている。
1998年、日本で開催されたラジウム発見百周年の記念講演会を機に、山田の遺品類の残存放射能の測定が行われた。遺品類は妻・浪江の両親により、病気が息子に伝染しないようにとの配慮からすべて廃棄されていたが、かろうじて浪江が密かに保管していたパスポートから放射能汚染が発見され、放射性物質の付着した指でパスポートを手にした痕跡も残されていた。このパスポートは没後から80年以上を経てもなお強力な放射能を帯びた状態で、パリのキュリー研究所古文書館に保管されている。

## 評価
ラジウム研究所で山田が行なった実験は、主にトリウムとポロニウムから放出される放射線の飛程の研究などであり、その優秀な頭脳と正確な技術により、マリ・キュリーから高い評価を受けたと言われる。イレーヌも山田の仕事ぶりには感服しており、山田の手がけた鮮明なウィルソン霧箱について、母マリ宛ての手紙で「山田はウイルソン装置（霧箱）の鉄板の箱を独創的方法で作り、今まで使用していた線源より9倍以上に強力で故障しない実験装置を完成した」「このまま面倒なことが起こらなければ、結果の様相をみるには、ヤマダが撮ったもので十分でしょう」と伝えている。このイレーヌの手紙の原文は、パリのキュリー博物館に保存されている。
他にも山田は、ポロニウムから放出されるアルファ線や、トリウム、ラジウムに関する論文を、イレーヌやほかの研究協力者たちとともに書き上げ、フランスの科学アカデミー機関誌に発表しており、これらの報告は、ラジウム研究所の真摯な研究成績の礎になったものと見られている。イレーヌが学位を取得した際の博士論文には、山田の生前にイレーヌが山田との連名で発表したポロニウムの研究内容が引用されている。
日本へ帰国した山田が病床についた後でも、ラジウム研究所では彼の独創性が高く評価され、その重要な業績に対して表彰が行われている。山田の死にあたっては、マリはただちに弔意をこめた手紙を書き、彼の素質を礼賛している。後の1995年にアメリカで刊行されたマリ・キュリーの伝記『マリー・キュリー』には、山田がマリからのこの礼賛を受けたことが「ノブ・ヤマダ」の名で触れられている。これらの山田の研究成果は、山田の死後の1935年にイレーヌがノーベル化学賞を受賞したことで結実に至った。
山田の葬儀では、先述の古在由直が以下の通り弔辞を読んでいる。
山田の死から約80年後の2006年、フランスの科学史研究者 Jean-Pierre Poirierが、同国の原子科学研究史をまとめた科学書『Marie Curie-et les conquerants de l′atom 1896-2006』を著すにあたり、前述の山田の息子・山田光男の報告を参考に、山田について独立した4ページの1章を割き、その人となりや業績について解説している。
日本国内では山田の死去の翌12月、彼の母校である東北大学の東北化学同窓会報に、山田が病床で理学博士の学位を取得した際の論文が掲載され、その実験結果が高く評価されている。金沢大学名誉教授の阪上正信は、山田の研究がイレーヌのノーベル賞受賞に先駆するアルファ線による丹念な研究だと述べており、京都大学理学博士の大久保茂男も、イレーヌが後にノーベル化学賞を受賞していることから、山田も存命であればその業績が評価されていただろうと意見している。2006年には日本放射化学会で放射化学討論会50周年記念事業として『放射化学用語辞典』が刊行された際、放射化学研究に顕著な功績のあった日本人16人の中に、放射化学の先達の1人として山田の名が挙げられている。